# Maurice (archevêque de Rouen)
Pour les articles homonymes, voir Maurice.
Maurice est évêque du Mans (1216-1231), puis archevêque de Rouen (1231-1235).

## Biographie
Originaire de Champagne, né de parents pauvres, il se retire ensuite dans le monastère bénédictin féminin qui l'avait accueilli quand il était plus jeune.
Les sources anciennes le disent archidiacre de Troyes, sans savoir comment il a obtenu cette dignité, mais aucune trace n'apparaît dans les sources de ce diocèse.
La mort de l'évêque Nicolas laisse le siège du Mans vacant. Maurice est désigné pour lui succéder en 1216. Il est le premier à avoir prêté serment le 23 novembre 1223 au roi Louis VIII, serment qu'il renouvellera avec son fils Louis IX. Il commence peu après son arrivée en 1216 les travaux du chœur de la cathédrale Saint-Julien du Mans, vraisemblablement suivant les plans de Maurice de Paris.
Le chapitre de la cathédrale Rouen procède en 1229 à l'élection d'un nouvel archevêque, à la suite de la mort de Thibaut d'Amiens. Une partie du chapitre élit le doyen Thomas de Fréauville. Après appel auprès du Saint-Siège et la désignation le 4 mai 1230 de deux enquêteurs, Adam de Chambly, évêque de Senlis et Jean de Montmirail, l'élection est cassée. Thomas renonce à ses droits et Grégoire IX transfère en 1231 Maurice du Mans à Rouen. Il en prend possession par procuration le 31 octobre 1231 et fait son entrée solennelle le lendemain.
La restitution des biens de l'église de Rouen se faisant attendre et après avoir engagé un dialogue avec le roi, Maurice jette l'interdit sur le diocèse de la Saint-Michel 1233 au 25 octobre 1234. C'est probablement lui qui inaugure la cathédrale achevée.
Il meurt le 11 ou 13 janvier 1235 au prieuré de Saulseuse à Tilly. Son corps est ramené à la cathédrale de Rouen où il est enterré. Le gisant d'Hugues d'Amiens, démonté pendant les travaux de reconstruction de la cathédrale est remonté pour lui servir de sépulture. 
Une épitaphe aujourd'hui disparue a été placée au-dessus du gisant :